# Cho Kyu-hyun
Cho Kyu-hyun (hangul: 조규현) (Seul, 3 de fevereiro de 1988), mais frequentemente creditado apenas como Kyuhyun  (em coreano: 규현), é um cantor, compositor, apresentador de televisão, modelo, locutor de rádio e ator sul-coreano. Ele é integrante da boy band Super Junior e dos subgrupos Super Junior-M e Super Junior K.R.Y. Também foi integrante da primeira formação do grupo SM The Ballad. É um dos quatro primeiros artistas coreanos a aparecer em selos postais chineses.

## Biografia
Kyuhyun nasceu em Nowon, um distrito de Seul. Kyuhyun tem uma irmã mais velha chamada Cho Ahra. O seu pai está no ramo da educação e possui sua própria escola. A mãe de Kyuhyun dirige uma academia de arte e uma pousada chamada "MOM House" localizado em Myeongdong. Kyuhyun planejava cursar direito e teria se tornado um advogado se não se tornasse cantor. Seus planos originais foram abandonados quando Kyuhyun se uniu a uma banda no colégio, onde ele se tornou mais interessado em música e canto. Seu pai a princípio foi contra seu sonho de cantar mas permitiria se ele se saísse bem nos exames para ingressar na universidade e fosse aceito por ela. Kyuhyun se matriculou na Universidade Kyunghee no curso de Música Pós-Moderna. Ele recebeu seu bacharelado em 2013. Kyuhyun ganhou em terceiro lugar no Chin Chin Singing Competition em 2005.

### 2006: A estréia com Super Junior
Kyuhyun estreou oficialmente em maio de 2006, como parte da boy band sul-coreana Super Junior, anteriormente chamado de "Super Junior 05". Kyuhyun fez sua primeira aparição como membro do Super Junior em 23 de maio de 2006, onde o grupo apresentou seu novo single, U. Sua estreia foi em 27 de maio no SBS's I-Concert, onde também ocorreu a primeira performance do grupo. O CD single da canção "U" foi lançado em 7 de Junho de 2006 sendo o single de maior sucesso do grupo até o lançamento de "Sorry, Sorry" em março de 2009.

### 2007-2009: Os subgrupos e música solo
Em novembro de 2006, Kyuhyun, juntamente com Yesung e Ryeowook, foram colocados no primeiro subgrupo do Super Junior, o Super Junior-K.R.Y. O trio se especializou em ballads e estreou no dia 5 de Novembro no KBS's Music Bank. Kyuhyun fez contribuições para a trilha sonora do drama Hyena da tvN, lançado também em novembro de 2006, com uma faixa solista intitulada "Smile". Junto ao seu colega de grupo, Ryeowook, Kyuhyun foi destaque na canção "Wish" (소원) em 2008.
Em abril de 2008 , Kyuhyun foi colocado juntamente com mais 7 integrantes no Super Junior-M, um subgrupo criado para a indústria de música chinesa. Eles estrearam na China no 8th Annual Music Chart Awards, simultaneamente com o lançamento do seu primeiro videoclipe "U", no dia 8 de abril de 2008.
Em julho de 2009, Kyuhyun cantou sua primeira música solo. A música foi apresentada no álbum do 20° aniversário de Yoo Youngsuk, com um remake da canção de "7 Years Of Love" (7 년간 의 사랑). Ele a performou pela primeira vez em 12 de Julho de 2009 no programa de televisão Yoo Hee Yeol Sketch Book. Ele e seu colega de grupo, Donghae realizam uma canção tema de comercial para o produto de lavagem facial "Bubble feliz", com um vídeo musical lançado em 19 de Agosto de 2009.

### 2010-2012: Turnê K.R.Y, SM The Ballad e Musicais
Em 6 de Janeiro de 2010, Kyuhyun lançou sua segunda faixa solo, "Listen To You" para o drama coreano "Pasta". Ele chegou ao número um em tempo real nas paradas de música. Em 5 de agosto, lançou sua terceira música solo "Hope, a dream that never sleeps" (희망 은 잠들지 않는 꿈) para o drama de televisão Baker King, Kim Tak Goo.
De agosto de 2010 a outubro de 2011, Kyuhyun participou da primeira turnê do subgrupo  K.R.Y, no Japão, como também em Seoul. Em novembro de 2010, Kyuhyun, juntamente com colegas de gravadora Jay do TRAX, Jonghyun do SHINee e novo vocalista Jino formaram o grupo chamado SM The Ballad. Um projeto com os melhores cantores da gravadora. Eles lançaram seu primeiro álbum, Miss You em 29 de Novembro de 2010 e estreou no Inkigayo em 28 de Novembro. Seu álbum de estreia inclui uma faixa solo intitulada "Love Again", de Kyuhyun. Porém, em 2014, o grupo retornou com nova formação, tendo apenas Jonghyun o único membro original a permanecer no grupo.
De 15 de Dezembro de 2010 a meados de janeiro de 2011, Kyuhyun interpretou D'Artagnan para seu primeiro musical, "The Three Musketeers" (Os Três Mosqueteiros), colocando-o em primeiro lugar em uma pesquisa online para o Prêmio Musical Rising Star por sua atuação.
Em 2011, Kyuhyun contribuiu para a trilha sonora do drama Poseidon do seu colega de grupo Siwon, com a faixa "The Way to Break Up". No mesmo ano Kyuhyun também participou do KBS's Immortal Songs 2 substituindo seu companheiro de grupo Yesung, ganhando duas rodadas. Kyuhyun foi um dos quatro MCs regulares do programa de televisão Foresight do Super Junior. Em setembro ele substituiu seu colega Heechul como um MC regular do programa de televisão Radio Star da MBC. Ele também apareceu como convidado de Leeteuk no programa We Got Married, apoiando seu colega e sua esposa de mentira, a atriz Kang Sora.
Em 28 de Janeiro de 2012, Kyuhyun foi escalado para seu segundo musical como Frank Abagnale Jr, alternando o papel com diversos atores incluindo Key do SHINee na produção coreana do musical da Broadway "Catch Me If You Can". Em novembro de 2012, Super Junior K.R.Y. realizou sua segunda turnê no Japão, Super Junior K.R.Y. Special Winter Concert. Eles anunciaram que iriam lançar o seu primeiro single depois de seis anos de estreia, "Promise You", que teve seu lançamento adiado para 23 de janeiro de 2013.

### 2013-2014: Sucesso em musicais e Carreira solo
Em 11 de maio de 2013, foi anunciado que Kyuhyun substituiria Minho do SHINee como o novo MC da KBS 2TV "Mamma Mia". A primeira transmissão com ele como MC foi em 19 de maio de 2013. Em agosto de 2013, Kyuhyun se formou no departamento de música pós-moderna da Universidade de Kyunghee com um grau de bacharel.
A partir de 18 janeiro até meados de 23 fevereiro 2014, Kyuhyun estrelou a adaptação do seu terceiro musical "Moon That Embrace The Sun" da MBC, ao lado de Seohyun do SNSD. O musical foi realizado no Seoul Arts Center. Em maio de 2014, foi anunciado oficialmente que Kyuhyun iria estrear seu quarto musical, "Singing In The Rain" como Don Lockwood, com Sunny do SNSD. O musical foi produzido pela SM C&C e decorreu de 5 junho até 22 junho de 2014. Em agosto de 2014, Kyuhyun foi escalado para o seu quinto musical, "The Days". Em "The Days", ele atuou como Mooyeong, um guarda de segurança inteligente e de espírito livre. O musical ocorreu de 21 de outubro de 2014 a janeiro de 2015.
Foi anunciado oficialmente em 6 de novembro de 2014 que Kyuhyun seria o próximo artista solo masculino da SM Entertainment. Os primeiros teasers do conceito outono saíram um atrás do outro em 7 de novembro. Em 13 de Novembro de 2014, Kyuhyun lançou seu primeiro álbum solo intitulado "At Gwanghwamun". Kyuhyun fez sua primeira aparição no Music Bank da KBS2 em 14 de novembro. Apenas duas horas após seu lançamento online, a faixa título do álbum solo "At Gwanghwamun" ficou em primeiro em vários sites de música e em 12 horas Kyuhyun alcançou um "all-kill", que é quando uma canção fica no topo dos nove charts digitais coreanos principais. Todas as suas faixas ficaram no top 10 na maioria dos sites de música.
Em dezembro de 2014, foi anunciado que Kyuhyun seria estrelado como o príncipe Phillip para seu sexto musical "Robin Hood", revezando o papel principal com diversos atores incluindo o cantor Yang Yoseob do BEAST. O musical foi inaugurado em janeiro de 2015, no Centro de D-Cube Artes de Seul.

### 2015:Fall, Once Again eWerther
No início de 2015, foi anunciado que Kyuhyun participaria de um reality show da KBS intitulada Fluttering India (두근 두근 인도), juntamente com Changmin do TVXQ, Minho do SHINee, Jonghyun do CNBLUE, Sungkyu do INFINITE e Suho de EXO. As filmagens ocorreram em Mumbai durante fevereiro e o primeiro episódio foi transmitido na KBS2 em 10 de Abril de 2015.
No dia 5 de setembro foram divulgadas fotos das gravações do primeiro Web Drama japonês do Kyuhyun, "Bongsun, a Woman Who Dies  When She Loves", junto com a atriz Yoon Sohee que já participou de um VCR do Super Show 5. Kyuhyun protagonizou um líder de uma equipe de uma pesquisa de TI. O Web drama tem no total 15 episódios, com 5 a 10 minutos de duração e foi liberado para exibição em 12 de maio de 2016.
Em setembro a SM Entertainment anunciou que Kyuhyun realizaria o seu primeiro concerto solo "And It's Fall Again", o concerto foi realizado entre 6 e 15 de novembro, no Teatro SMTOWN da SMTOWN Coex Artium. 6 dias de bilhetes para os concertos se esgotaram em 46 segundos. Em 14 de outubro, Kyuhyun lançou seu segundo mini álbum, "Fall, Once Again", com a faixa-título "A Million Pieces". Kyuhyun participou da composição da canção "Ways To Say Goodbye". Ele cantou "A Million Pieces" pela primeira vez no M! Countdown  em 15 de outubro. Em 3 de novembro, Kyuhyun lançou um single especial, "The Day We Felt The Distance". De novembro de 2015 a janeiro de 2016, Kyuhyun atuou no seu sétimo musical, "Werther" com o papel principal Werther. Kyuhyun também participou do álbum OST do musical.

### 2016-presente: Mozart!, Web drama e Turnês solos
Em 5 de abril de 2016 Kyuhyun foi escalado a atuar no seu oitavo musical "Mozart!", com o papel principal Mozart. O musical foi realizado pela EMK Musical, conhecida por apresentar grandes musicais de sucesso. "Mozart!" era para ser apresentado inicialmente de 10 de junho até 7 de agosto, mas foi estendido até o dia 4 de setembro. Porém, em 22 de agosto, a SM Entertainment anunciou que Kyuhyun faria uma pausa devido a nódulos nas cordas vocais, não podendo participar dos últimos espetáculos do musical além de 2 semanas de gravação do Radio Star, onde é um dos MCs principais.
O Web Drama "Bongsun, a Woman Who Dies  When She Loves" foi liberado pela Naver TVCast e começou a ser exibido na Coréia do Sul em 12 de maio pela Naver, GomTV, SK BoardBand, LG Uplus & K-Tolleh e no Japão em 14 de maio.
Em 18 de maio foi liberado um dueto intitulado "Two Men" de Parc Jae Jung com a colaboração de Kyuhyun. Em 10 de julho, Kyuhyun realizou uma transmissão especial no "Line Live" e aproveitou para lançar seu MV da canção japonesa "Celebration" do seu primeiro single solo japonês "Celebration" que contém 6 canções. Também foi anunciado a primeira turnê japonesa solo do Kyuhyun chamada "Knick Knack" que foi exibido pela Fuji TV em 6 de agosto, a turnê passou por mais de 10 cidades japonesas. E recentemente foi anunciada uma segunda turnê solo do Kyuhyun com data prevista para dezembro de 2016.
Kyuhyun também foi confirmado como o novo modelo da marca de cosméticos de beleza A24. Atualmente, Kyuhyun também é garoto propaganda da "Masita Seaweed" (Salgadinhos de algas tailandês) e da "Samdasoo" junto com a Taeyeon do SNSD (Água mineral coreana).

## Vida pessoal

### Acidente de carro em 2007
Na manhã de 19 de abril de 2007, juntamente com os membros do grupo Super Junior, Leeteuk, Shindong, Eunhyuk, e dois agentes, sofreram um grave acidente de carro a ponto de serem hospitalizados. Devido o estouro de um pneu da frente, o carro bateu em um trilho de proteção quando voltavam do Super Junior Kiss the Radio. Kyuhyun estava sentado atrás do banco do motorista quando ocorreu o acidente. Foi o mais ferido e teve uma fratura no quadril, pneumotórax de costelas quebradas, arranhões faciais e contusões. O médico disse aos pais de Kyuhyun que para reparar os pulmões perfurados ele teria que fazer um buraco no pescoço de Kyuhyun, terminando assim a sua carreira como cantor. O pai de Kyuhyun foi o primeiro a rejeitar imediatamente a operação, afirmando que Kyuhyun preferia morrer a não ser capaz de cantar, e pediu para que o médico encontrasse outra maneira de reparar os pulmões de seu filho. Kyuhyun ficou em coma por quatro dias e, segundo os médicos, tinha apenas vinte por cento de chances de sobreviver. Kyuhyun passou seis dias na UTI antes de ser transferido para um quarto de hospital comum. Ele recebeu alta após 78 dias, em 5 de julho de 2007.

### Problemas nas cordas vocais em 2016
Kyuhyun passou por uma cirurgia das cordas vocais em 23 de agosto de 2016.